# 尼米賈鄉
47°15′9″N 24°18′3″E / 47.25250°N 24.30083°E
尼米賈鄉（羅馬尼亞語：Comuna Nimigea, Bistrița-Năsăud），是羅馬尼亞的鄉份，位於該國西北部，由比斯特里察-訥瑟烏德縣負責管轄，面積98平方公里，海拔高度287米，2007年人口5,324，人口密度每平方公里54人。